# Сліпченко Микола Степанович
Микола Степанович Сліпченко (нар. 25 грудня 1914, Степанці — пом. 19 жовтня 1975, Харків) — український радянський живописець і педагог; член Харківської організації Спілки радянських художників України з 1958 року.

## Біографія
Народився 25 грудня 1914 року в селі Степанцях (нині Черкаський район Черкаської області, Україна). Протягом 1935—1938 років навчався в Харківському художньому технікумі; у 1938—1941 роках — Харківському художньому інституті. Брав участь у німецько-радянській війні. Упродовж 1946—1947 років продовжив навчання у Харківському художньому інституті. Його педагогами були Митрофан Федоров, Михайло Козик, Микола Самокиш.
Протягом 1946—1961 років викладав у Харківському художньому училищі. Серед учнів — Іван Кабиш, Валентин Константинов, Лель Кузьмінков, Олексій Лихоліт, Григорій Мацегора, Валентин Пащенко, Іван Петров, Євген Спіцевич, Валентин Чернуха.
Жив у Харкові, в будинку на вулиці Отакара Яроша, № 17-А, квартира 32. Помер у Харкові 19 жовтня 1975 року.

## Творчість
Працював в галузі станкового живопису. Створював тематичні картини, пейзажі, портрети. Серед робіт:
живопис
- «Перша колгоспна весна» (1956—1957);
- «Над Дніпром» (1960);
- «Похорон Тараса Шевченка у Каневі» (1960—1961);
- «Портрет мистецтвознавця Юрія Дюженка» (1965);
- «Колгоспне свято» (1969);
- «В дорозі» (1970—1971).

стінопис
- живописний фриз для Горлівського Будинку культури «Вугільний Донбас» (1960; співавтори Григорій Галкін, Євген Єгоров, Борис Вакс);
- панно «Штурм Зимового» для Горлівського Будинку культури (1966, співавтор Йосип Карась).

Брав участь у республіканських виставках з 1947 року. Персональні виставки відбулися у Харкові у 1956 і 1966 роках; Чернігові, Дніпропетровську, Луганську у 1966 і 1967 роках; Києві у 1968 році.